# N. R. M.
N.R.M. (Abkürzung für belarussisch Незалежная Рэспубліка Мроя/Nesaleschnaja Respublika Mroja, deutsch Unabhängige Republik der Träume) ist eine Rockband aus Minsk, Belarus, die im Jahr 1994 gegründet wurde. Sie gibt Konzerte und singt in der Landessprache. Sie unterlag mehrere Jahre einem De-facto-Auftrittsverbot, da sie als Sammelpunkt für die politische Opposition gegen die Regierung galt. Seit 2008 kann die Band in Belarus wieder auftreten. Im Januar 2011 gaben die übrigen Bandmitglieder bekannt, dass Sänger Ljawon Wolski eine künstlerische Auszeit nehme. Wolski selbst bestritt, um eine solche Auszeit gebeten zu haben. Die Erklärungen heizten Spekulationen über das baldige Ende der Band an.

## Geschichte

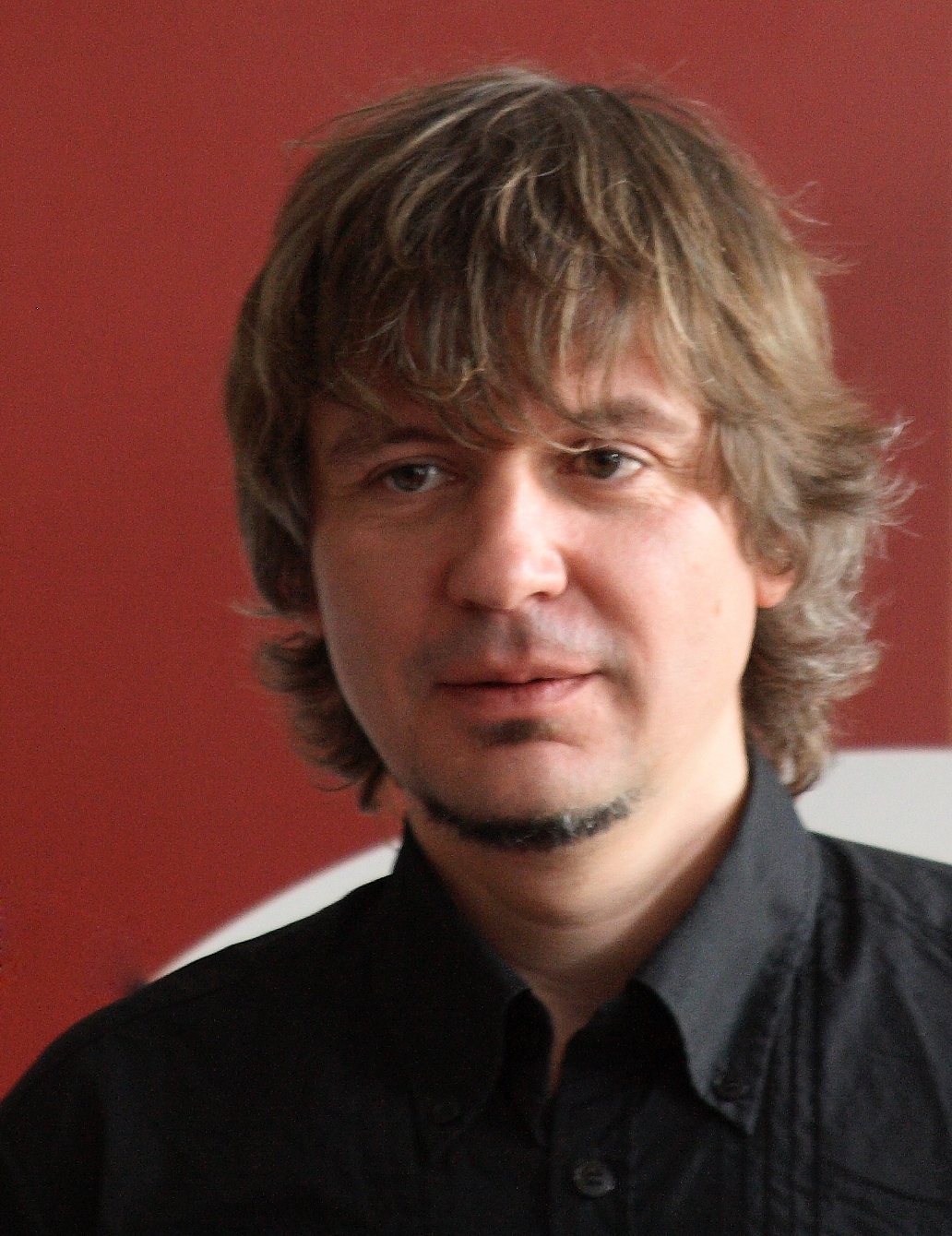
Lavon Volski

Die Band ist aus einer früheren Gruppe, Mroja (was so viel wie „Träume“ bedeutet), entstanden. Ihre Musik kann man melodischem Punk- bzw. Hardrock zuordnen. Sie singt ihre Lieder auf belarussisch mit witzigen und oft indirekt politischen Texten. N.R.M. trat 2004 in Kiew zur Unterstützung der Orangen Revolution in der Ukraine auf, hoffend, dass eine ähnliche, friedliche Revolution auch in ihrem eigenen Land passieren werde. Es folgten zahlreiche Auftritte im Ausland, z. B. in Deutschland, Polen, der Slowakei und Schweden. In ihrer Heimat hingegen wurde die Gruppe auf die Verbotsliste gesetzt, deshalb gab sie dort nur selten Konzerte.

## Diskografie

### Alben
| Erscheinungsjahr | Titel                                                                                   | Label        |
| ---------------- | --------------------------------------------------------------------------------------- | ------------ |
| 1995             | ŁaŁaŁaŁa                                                                                |              |
| 1996             | Одзірыдзідзіна (Odsirydsidsina)                                                         |              |
| 1997             | Made in N.R.M.                                                                          |              |
| 1998             | Пашпарт грамадзяніна N.R.M. (Paschpart hramadsjanina N.R.M.)                            |              |
| 1999             | Акустычныя канцэрты канца XX стагодзьдзя (Akustytschnyja kanzerty kanza XX stahodsdsja) | West Records |
| 2000             | Samotnik                                                                                | West Records |
| 2000             | Try čarapachi                                                                           | West Records |
| 2002             | Дом культуры (Dom kultury)                                                              | West Records |
| 2004             | Справаздача 1994–2004 (Sprawadsatscha 1994–2004)                                        | West Records |
| 2007             | 06                                                                                      |              |
| 2013             | Д.П.Б.Ч.                                                                                |              |

### Andere Projekte
- Песьнярок (Pesnjarok) – Hommage an die belarussische Gruppe Pesnjary (1997)
- Narodny albom (Volksalbum) (1997)
- Serza Europy in rock (Heart of Europe in Rock) (2001)
- Personal Depeche (2002), Hommage an Depeche Mode
- Heneraly ajtschynnaha roku (Generäle des einheimischen Rocks) (2004)
- НезалежныЯ (2008)
- Budzma The Best Rock / Budzma The Best Rock/New (2009)